# 黃義婷
黃義婷（英語：Huang Yi-Ting，1990年1月16日—）為台灣女子划船運動員。

## 比賽紀錄
- 2020年夏季奧林匹克運動會划船比賽女子單人雙槳項目-20名
- 2019年亞洲划船錦標賽女子單人雙槳-銀牌
- 2018年亞洲運動會女子單人雙槳-銀牌
- 2017年中華民國全國運動會女子單人雙槳-金牌
- 2017年中華民國全國運動會女子公開雙雙-金牌(黃義婷、謝怡晴)
- 2016年亞洲划船錦標賽女子單人雙槳-銀牌
- 2016年夏季奧林匹克運動會划船比賽女子單人雙槳項目-25名[1]。
- 2016年亞洲區暨大洋洲區奧運資格賽 女子單人雙槳-銅牌
- 2015年中華民國全國運動會女子單人雙槳-金牌
- 2015年中華民國全國運動會女子公開雙雙-金牌(黃義婷、謝怡晴)
- 2013年中華民國全國運動會女子單人雙槳-金牌
- 2013年中華民國全國運動會女子公開四人單槳-金牌(黃義婷、呂明珍、蘇芷涵、田薇)
- 2009年東亞運動會女子四人單槳-銀牌 (黃義婷、黃詩珊、呂明珍、江倩茹/江采緹)
- 2009年中華民國全國運動會女子雙人單槳-金牌(黃義婷、黃詩珊)
- 2009年中華民國全國運動會女子公開四人單槳-金牌(黃義婷、黃詩珊、詹孟榕、蘇婉琇)
- 2009年亞洲划船錦標賽女子雙人單槳-銅牌 (黃義婷、黃詩珊)
- 2009年亞洲划船錦標賽女子四人單槳-銀牌 (黃義婷、黃詩珊、呂明珍、江倩茹/江采緹)
- 2008年亞洲青年盃划船錦標賽女子雙人單槳18歲以下-銀牌  (蘇婉琇、黃義婷)
- 2007年中華民國全國運動會女子雙人單槳-金牌(黃義婷、黃詩珊)
- 2007年中華民國全國運動會女子公開四人單槳-金牌(黃義婷、黃詩珊、詹孟榕、蘇婉琇)

## 外部連結
- 黃義婷在World Rowing（英语）
- 黃義婷在Olympics.com（英语）
- 黃義婷在Olympedia（英语）

- 黃義婷的Facebook專頁
- 黃義婷的Instagram帳戶